# Żłóbek w Greccio
Żłóbek w Greccio (wł. Presepe di Greccio) – trzynasty z dwudziestu ośmiu fresków z cyklu Sceny z życia św. Franciszka znajdujących się w górnym kościele Bazyliki św. Franciszka w Asyżu, którego autorstwo przypisywane jest Giotto di Bondone lub jednemu z jego współpracowników. Namalowany ok. 1295–1299.

## Historia
Fresk stanowi część cyklu Sceny z życia św. Franciszka. Malowidło przedstawia wydarzenie opisane we wczesnych źródłach franciszkańskich, m.in. w Legenda maior s. Francisci św. Bonawentury z Bagnoregio z 1263. W Wigilię Bożego Narodzenia 1223 Franciszek z Asyżu przygotował żywą szopkę dla mieszkańców miasteczka Greccio. Według biografów w czasie mszy świętej pasterskiej, gdy Franciszek odczytywał fragment ewangelii o Narodzeniu Pańskim, w żłobie miało się pojawić Dzieciątko. Święty miał wziąć je na ręce.

## Opis
Artysta pokusił się o realistyczne przedstawienie sceny, lokalizując ją we wnętrzu Bazyliki św. Franciszka w Asyżu. Rozpoznawalne jest cyborium Arnolfo di Cambio, pulpit w chórze braci, ambona do lektury biblijnej. Tłum postaci asystuje wydarzeniu. Franciszkanie śpiewają. Franciszek klęczy, trzymając Dzieciątko. Oboje mają aureole. Zakonnicy wyróżniają się wyciętymi na głowach tonsurami. Pod cyborium kapłan sprawujący eucharystię w obszernym ornacie. Biedaczyna ma na sobie szatę liturgiczną. Przy żłobie wół i osioł. Fresk został odrestaurowany w 1798 przez Carlo Feę. Niektórzy przypisują autorstwo Pietro Cavalliniemu.